# Patriarcat de Grado
Le patriarcat de Grado (en latin : Patriarchatus Gradensis ) est un siège métropolitain supprimé, siège titulaire de l'Église catholique.

## Histoire

### Invasion des lombards
En 568, les Lombards envahissent le Frioul et prennent possession de toute l'Italie du Nord, la soustrayant à la domination de l'Empire byzantin. Celui-ci conserve encore la domination des territoires côtiers dont Grado, l'ancien port d'Aquilée. Paulinus ou Paulin Ier d'Aquilée (557-569), archevêque d'Aquilée, pour échapper à l'invasion lombarde et dans le but de protéger les biens de l'Église catholique contre les Lombards, se réfugie sur l'île de Grado, et à la suite de l'affaire des Trois Chapitres, y transfère provisoirement le siège épiscopal et les reliques des saints. Il est proclamé patriarche. En 579, le pape Pélage II accorde au patriarche Elia la métropole sur la république de Venise et l'Istrie. Le patriarche lui-même entreprend, en 580, la reconstruction de la basilique Sant'Eufemia à Grado.

### Séparation des patriarcats d'Aquilée et Grado
En 606, le patriarcat d'Aquilée se divise en deux, le patriarcat à Aquilée et celui de Grado. Cette division est due essentiellement au morcellement politique de la zone : la terre frioulane, incluant Aquilée, est sous domination lombarde, alors que le littoral adriatique de la Vénétie, avec Grado, reste territoire de l'Empire byzantin. A Grado, Candidiano de Rimini est en lien avec l'église de Rome et soutenu par l'exarque byzantin Smaragde de Ravenne tandis qu'à Aquilée, Giovanni, schismatique, s'installe dans la forteresse de Cormons, soutenu par le duc lombard de Frioul Gisulf II de Frioul. Les deux patriarcats, Aquilée et Grado, ne sont plus réunis, par opportunité politique, pas même après la résolution du schisme, qui a lieu avec le concile de Pavie en 698-699.

### Transfert du siège à Venise
Après l'abandon du schisme « des trois chapitres » en 699, le patriarcat de Grado reste indépendant et est reconnu comme un diocèse suffragant de la Vénétie maritime, c'est-à-dire la côte comprise entre la lagune de Venise et l'Istrie, alors sous domination byzantine. En 717, le patriarcat de Gradense d'Aquilée devient définitivement le patriarcat de Grado et en 731, la séparation canonique entre les deux diocèses est définie : les évêques d'Istrie et le duché de Venise deviennent suffragants de Grado.
En 774, le développement urbain de Venise conduit à la fondation du diocèse d'Olivolo. En 802, l'armée vénitienne attaque Grado pour punir le patriarche du soutien offert aux Francs et à leur tentative de conquête du duché : le prélat est jeté d'une tour. En 827, le concile de Mantoue tente sans succès de réunifier les patriarcats de Grado et d'Aquilée.
À partir de 1105, les Patriarches commencent à résider de façon permanente dans la ville de Venise, et installent leur siège dans l’église San Silvestro.
En 1180, après une longue et séculaire discorde avec le patriarche d'Aquilée, le patriarche de Grado renonce finalement à tout droit de contrôle juridictionnel sur les évêchés d'Istrie et de Vénétie julienne. Le 24 avril 1198, le pape Innocent III charge le patriarche d'Aquilée, Pellegrino II, de servir de médiateur et de résoudre la querelle entre Ecelo II il Monaco de la famille Ezzelini et le patriarche de Grado après avoir acquitté Ecelo de l'excommunication émise par ce dernier.
Pendant le Moyen Âge, les nombreuses îles de la lagune finissent par s'agglomérer donnant progressivement un aspect plus uniforme à la Sérénissime, aboutissant à la ville contemporaine. Cependant, l'autorité religieuse est partagée par quatre dignitaires ecclésiastiques de rang épiscopal, ayant chacun compétence sur sa propre juridiction[réf. nécessaire] : le patriarche de Grado, avec le siège dans l'église San Silvestro (qui avec ses dépendances, est incluse dans le diocèse de Grado), l'évêque de Castello, qui a pour église cathédrale la basilique San Pietro di Castello, le primicerius de la basilique Saint-Marc, premier chapelain de la chapelle palatine du doge de Venise et de l'Église d'État de la république de Venise.

### Suppression du patriarcat

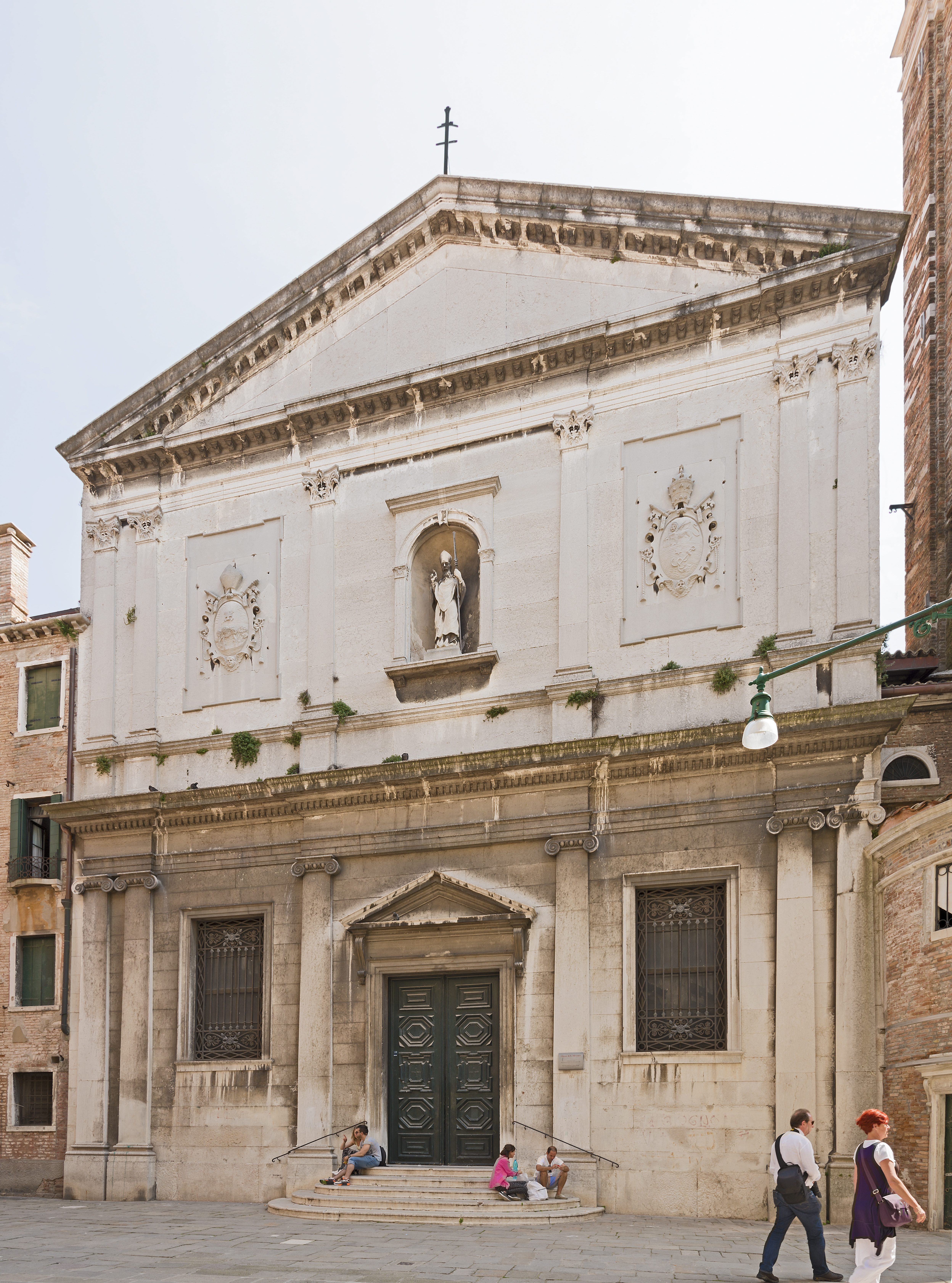
Façade de l'église San Silvestro à Venise (quartier de San Polo), siège permanent des patriarches de Grado de 1105 à la suppression du patriarcat.

Au cours du XVe siècle, une série de bouleversements se produit qui modifie profondément l'organisation territoriale de l'Église dans la région. En 1440 le pape Eugène IV, vénitien, incorpore le diocèse d'Eraclea au Patriarcat de Grado. En 1448, le diocèse de Cittanova est donné en commende au patriarche de Grado.
Le 8 octobre 1451, avec la bulle pontificale Regis aeterni de Nicolas V, le diocèse de Grado est supprimé et le titre patriarcal est transféré au nouveau patriarcat de Venise, composé des territoires de l'ancien patriarcat de Grado et du diocèse de Castello, aussi supprimé par la même bulle, ses droits spirituels étant transférés au patriarcat de Venise qui devient le nouveau patriarcat de Venise. Le siège épiscopal est maintenu en la basilique San Pietro di Castello. Laurent Justinien est le premier patriarche de Venise.
Depuis 1968, Grado compte parmi les sièges titulaires de l'Église catholique, avec la dignité archiépiscopale ; depuis le 24 février 2001, l'archevêque titulaire est Diego Causero, ancien nonce apostolique en Suisse et Liechtenstein (en).

## Liste des patriarches résidant à Grado
- Candidien (606-612)
- Epiphanie (612-613) † 616
- Cyprien (613-627)
- Primogenius (630-647)
- Maxime II (649)
- Étienne II (670-672)
- Agatho († 679)
- Christophore (682-717)
- Donat (it) (717-725)
- Antoine (725-747)
- Emilien (747-755)
- Vitalien (755-767)
- Jean Ier de Trieste (degli Antinori) (767-802), évêque de Trieste (759-766).
- Fortunat de Trieste (802/3-820) † 825
- Jean II (820-825) (intrus)
- Venerius Trasmondo (it) (825-852)
- Victor Ier (844/848-852)
- Elias (854)
- Vitale Ier Partecipatio (Partecipazio) (856-875)
- Pierre Ier Marturio (it) (875-877)
- Victor II Partecipatio (it) (877-...)
- George Partecipatio (896-897)
- Vitale II Partecipatio Foretta (897-900)
- Domenico Ier Tribuno (900-908)
- Laurent Mastalico (908-921)
- Marino Contarini (921-955)
- Bono Blancanico (955-960)
- Vitale III Barbolano di Leone (963-?)
- Vitale IV Candiano (967-1018)
- Orso Ier Orseolo (1018-1045)
- Domenico II Belcano (1045)
- Domenico III Marengo (1045-1069)
- Domenico IV Cervoni (1073-1084)
- Jean VI Saponario (1084-1091)
- Pierre II Bodoaro (1091-1104)

## Liste des patriarches résidant à Venise
- Giovanni III Gradenigo (Giovanni Gradonico) (1105-1108)
- Enrico Dandolo (1105-1186)
- Arnoldo (1186- ?)
- Giovanni IV Segnale (Giovanni Signolo) (1190-1201)
- Benedetto Falier (1201-1207)
- Angelo  Ier Barozzi (1207-1238)
- Léonardo Quirini (1238-1250)
- Lorenzo II (1251-1255)
- Jacopo Bellegno (1255)
- Angelo II Maltraverso (1255-1271)
- Giovanni V d'Ancone (1271-1273)
- Guido (1279-1280)
- Francesco Ier Gerardi (1284- ?)
- Lorenzo III de Parme (1289-1294)
- Egidio da Ferrara (1295-1310)
- Angelo III Motonense (1310-1313)
- Paolo Gualducci de Pilastri (1313-1316)
- Marco Ier della Vigna (1316-1318)
- Domenico V (1318-1332)
- Dino di Radicofani (1332-1336)
- Andrea Dotto da Padova (1336-1355)
- Fortunato Vaselli (1351-1361)
- Orso II Delfino (1361-1367)
- Francesco II Quirini (1367-1372)
- Tommaso da Frignano (1372-1381)
- Urbano da Frignano (1383-1385)
- Pietro Amely (1386-1399)
- Giovanni VI Benedetti (1400)
- Pietro IV Cocco (1400-1406)
- Giovanni VII Zambotto (1406-1407)
- Francesco III Lando (1408-1409), Patriarche latin titulaire de Constantinople (1409) ;
- Giovanni VIII Delfino (1409-1427) Patrirache latin titulaire de Jérusalem (1427-1434) ;
- Biaggio Molino (1427-1434), Patriarche latin titulaire de Jérusalem (1434-1448) ;
- Marco II Condulmer (1434-1445)
- Domenico VI Michiel (1445-1451).